# تمخيض
التمخيض أو المَخض (بالإنجليزية: Churning)‏ عملية هز القشدة أو الحليب كامل الدسم لصنع الزبدة و ذلك باستخدام المِمْخَضَة. كان الممخضة في أوروبا من العصور الوسطى حتى الثورة الصناعية بسيطةً. فكانت برميلاً به مكبس يُحرَّك يدوياً. استُعِيضَ عنها اليوم بممخضات آلية. بعد انتهاء المخض تجتمع الكريات الزبدية وتنقصل عن المخيض.

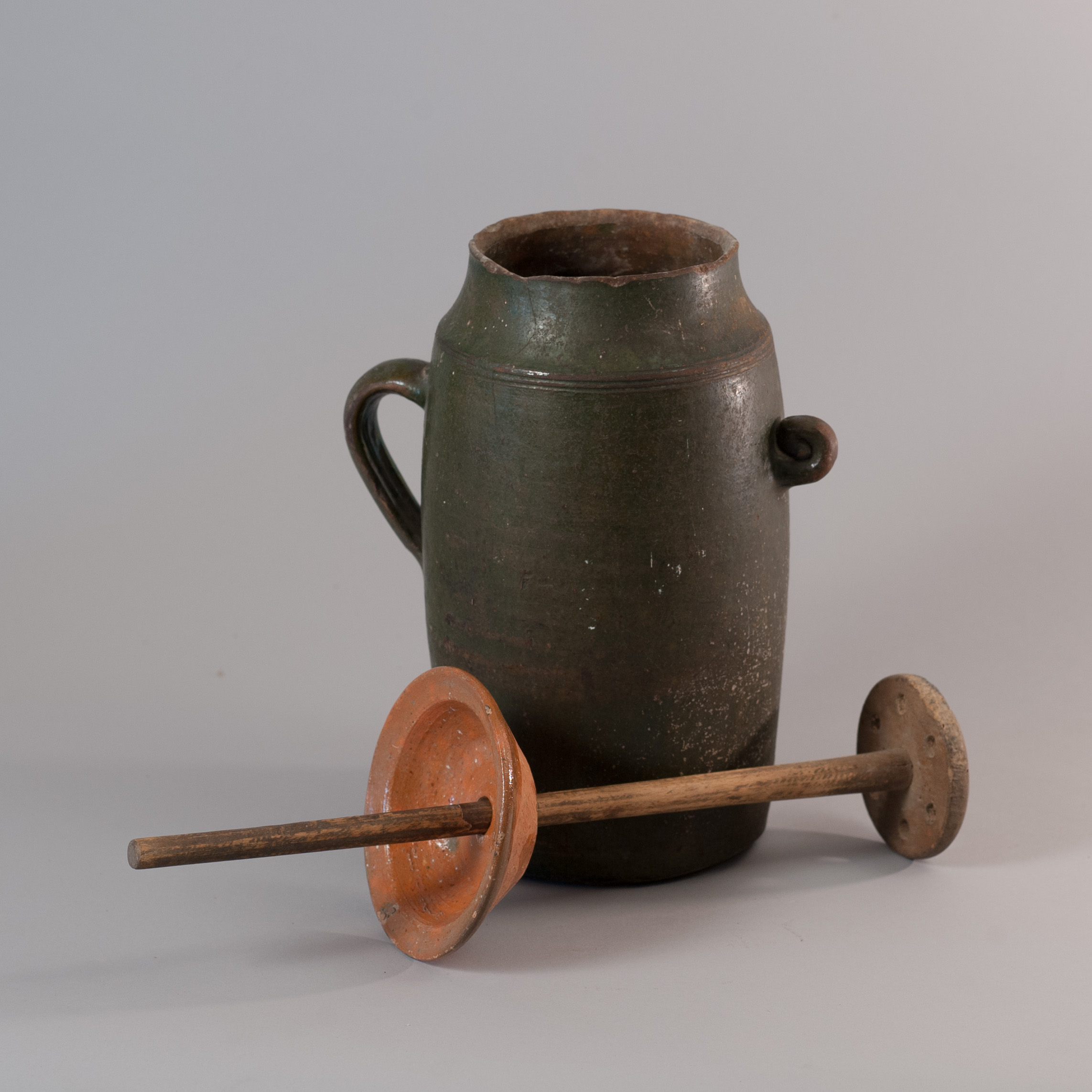
وعاء لمخض الحليب

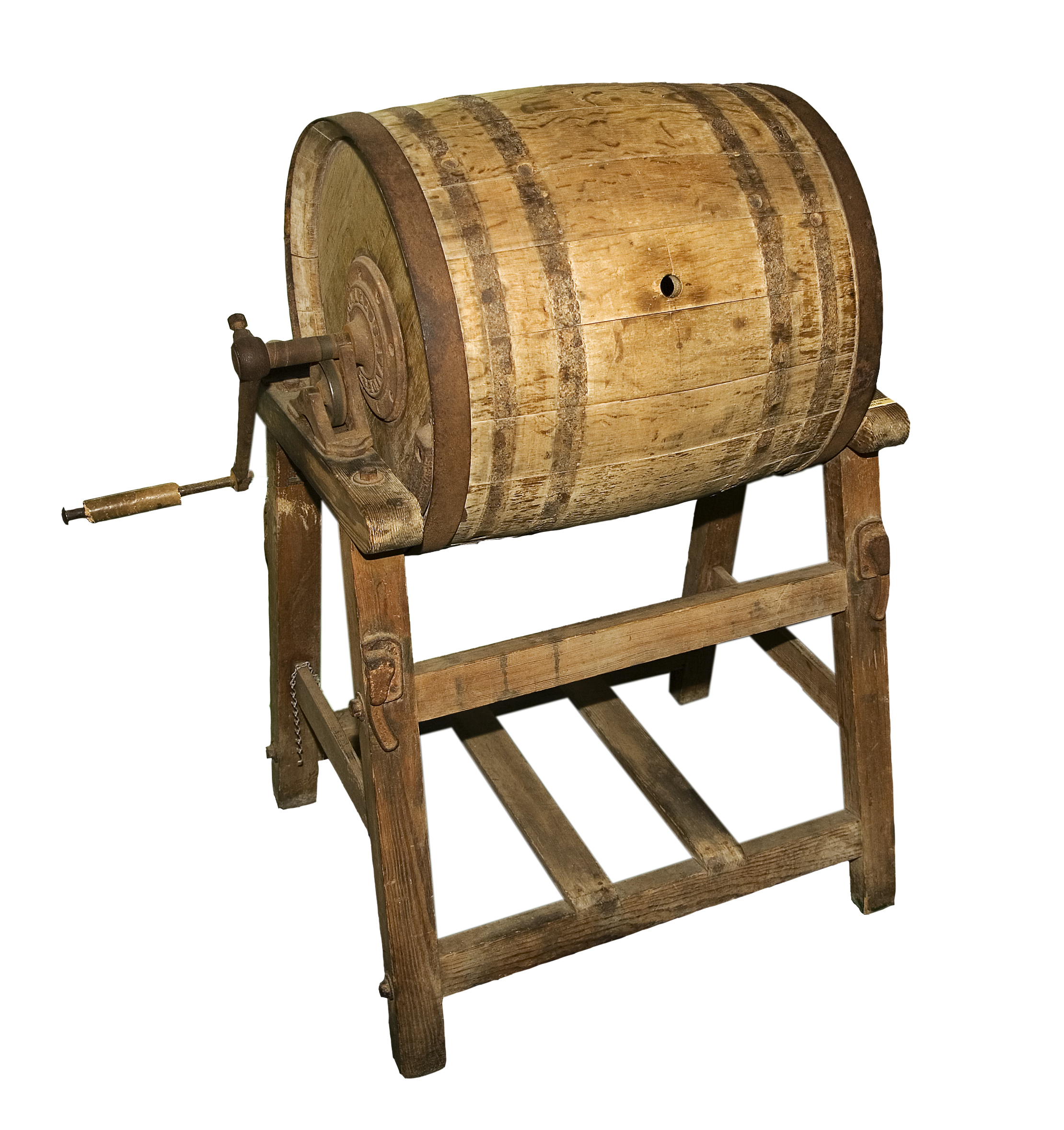
برميل يدور لمخض الزبدة